# Lathyromyza schlechtendali
Lathyromyza schlechtendali är en tvåvingeart som först beskrevs av Jean-Jacques Kieffer 1886.  Lathyromyza schlechtendali ingår i släktet Lathyromyza och familjen gallmyggor. Inga underarter finns listade i Catalogue of Life.